# Marlon Mancía
Marlon Teodoro Mancía Ramírez (San Juan de Flores, Francisco Morazán, Honduras; 17 de noviembre de 1985) es un futbolista hondureño. Juega de delantero y su equipo actual es el Lepaera F.C. de la Liga de Ascenso de Honduras.

## Trayectoria

### Yoro F.C.
En el 2009 debutó como profesional en el Yoro F.C. de la Liga de Ascenso de Honduras. 

### Victoria
El 16 de junio de 2013 fue anunciado su fichaje por el Victoria, llegando como refuerzo para encarar la Liga Nacional de Honduras y la Concacaf Liga Campeones. Realizó su debut el 15 de agosto de 2013 en la derrota por 2-0 frente a Real Sociedad. Disputó un partido de la Concacaf Liga Campeones 2013-14 contra el Luis Ángel Firpo de El Salvador.

### Juticalpa F.C.
Jugó a préstamo por seis meses con este equipo. 

### Lepaera F.C.
A mediados de 2014 pasa a jugar con el Lepaera Fútbol Club de la Liga de Ascenso. Disputó la Copa de Honduras 2015.

## Clubes
| Club           | País     | Año             |
| -------------- | -------- | --------------- |
| Yoro F.C.      | Honduras | 2009 - 2013     |
| Victoria       | Honduras | 2013            |
| Juticalpa F.C. | Honduras | 2014            |
| Lepaera F.C.   | Honduras | 2014 - Presente |